# Yimianpo (ort i Kina, Heilongjiang Sheng, lat 45,06, long 128,06)
Yimianpo (kinesiska: 一面坡, 一面坡镇) är en ort i Kina. Den ligger i provinsen Heilongjiang, i den nordöstra delen av landet, omkring 140 kilometer sydost om provinshuvudstaden Harbin. Antalet invånare är 34 086. Befolkningen består av 16 373 kvinnor och 17 713 män. Barn under 15 år utgör 10,0 %, vuxna 15-64 år 80 %, och äldre över 65 år 9,0 %.
Runt Yimianpo är det ganska tätbefolkat, med 65 invånare per kvadratkilometer. Närmaste större samhälle är Shangzhi, 18,2 km norr om Yimianpo. I omgivningarna runt Yimianpo växer i huvudsak blandskog.
Genomsnittlig årsnederbörd är 907 millimeter. Den regnigaste månaden är juli, med i genomsnitt 189 mm nederbörd, och den torraste är januari, med 9 mm nederbörd.